# Bernhardusbrunnen

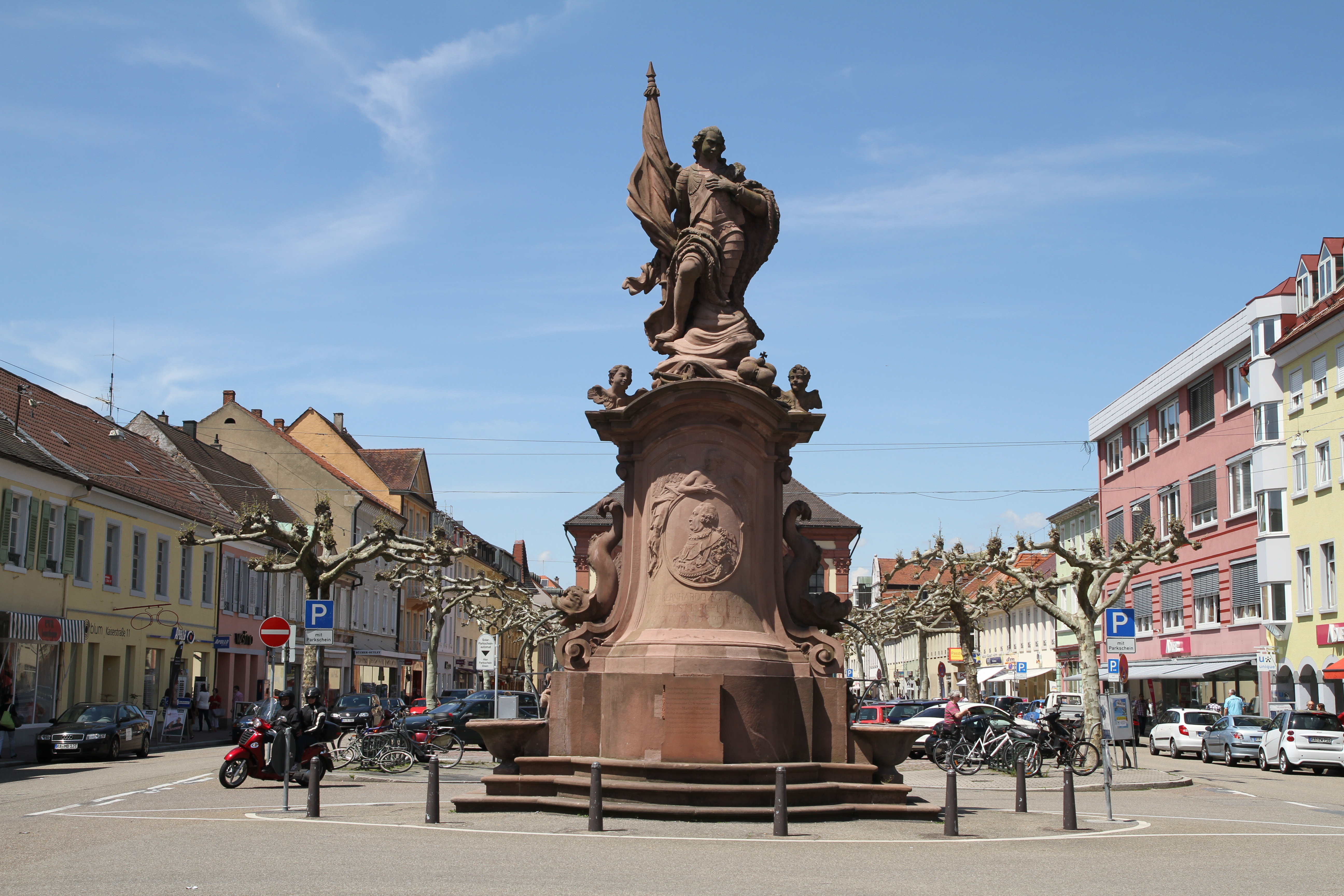
Bernhardusbrunnen Rastatt

Der Bernhardusbrunnen von Rastatt wurde anlässlich der Seligsprechung von Markgraf Bernhard II. von Baden erbaut.
Die Seligsprechung seines berühmten Vorfahren nahm Markgraf August Georg Simpert von Baden im Jahre 1769 zum Anlass, am oberen Ende der Kaiserstraße in Rastatt einen Brunnen errichten zu lassen. Damit beauftragte er den Bildhauer Ignaz Lengelacher, der 1771 mit der Ausführung der Anlage begann. Erst fünf Jahre, im Jahre 1776, später wurde der Brunnen unter seiner Witwe, der Markgräfin Maria Viktoria Pauline, vollendet.
Der Brunnen aus rotem Sandstein zeigt einen jungen Fahnenschwinger in heroisierender Idealgestalt und ein Reliefmedaillon des Seligen Bernhard. Der Brunnen trägt eine Tafel mit folgender Inschrift:

„Nach Fertigstellung der Wasserleitung vom Eichelberg her als Monumentalbrunnen von Markgraf August Georg begonnen und 1776 von seiner Witwe Markgräfin Maria Viktoria durch Hofbildhauer Lengelacher vollendet zu Ehren des 1458 auf einer kaiserlichen Sendung in der piemontesischen Stadt Moncalieri gestorbenen und 1769 selig gesprochenen Markgrafen Bernhard von Baden.“

Koordinaten: 48° 51′ 19,6″ N, 8° 12′ 16,7″ O